# Droga ekspresowa 38 (Izrael)
Droga ekspresowa 38 (hebr.: כביש 38) – droga ekspresowa położona w górach Judzkich w Izraelu. Rozpoczyna się na północy na skrzyżowaniu się z autostradą nr 1  i kieruje się na południe do Bet Szemesz, by przy Bet Guwrin skrzyżować się z drogą ekspresową nr 35 . W ten sposób jest to łącznik pomiędzy tymi dwoma drogami szybkiego ruchu.